# Andrzej Jaskot
Andrzej Jaskot (ur. 26 stycznia 1971 w Mielcu) – polski piłkarz występujący na pozycji pomocnika, reprezentant Polski, trener.

## Kariera klubowa
Był zawodnikiem m.in. Stal Mielec i Aluminium Konin.
Po zakończeniu kariery pracował w niższych ligach jako trener.

## Kariera międzynarodowa
W reprezentacji Polski rozegrał jeden mecz, 15 lipca 1998 w wygranym meczu z reprezentacją Ukrainy w Kijowie (2:1) jako przedstawiciel klubu drugoligowego (Aluminium Konin).
| L.p. | Data       | Miejsce        | Przeciwnik | Wynik | Rozgrywki  | Grał   | Uwagi |
| ---- | ---------- | -------------- | ---------- | ----- | ---------- | ------ | ----- |
| 1.   | 15.07.1998 | Kijów, Ukraina | Ukraina    | 2:1   | Towarzyski | od 78' |       |